# Aeródromo de Puerto Esperanza
El Aeródromo de Puerto Esperanza es un aeropuerto peruano ubicado en ciudad de Puerto Esperanza en el departamento de Ucayali. Esta obra data de entre los años de 1,953 y 1,954, siendo construida por el entonces Alférez de la Guardia Civil y policía Don Ramiro  Aparcana , con la colaboración de los hombres a su mando y apoyo generoso de autóctonos y colonos, inicialmente tenía 2 kilómetros de largo por 200 de ancho, y de arcilla apisonada, conocimientos recibidos por Aparcana Acuache en la Escuela de Policía 
Actualmente se encuentra bajo la administración por CORPAC  teniendo 3000  m de longitud por 300 de ancho, con una superficie de asfalto, recibe de 15 a 30 servicios mensuales.